# يوناري
يوناري (بالإنجليزية:Unari) قرية تقع في لابلاند الفنلندية، تقع على بعد 70 كم تقريبًا من وسط مدينة سودانكيلا وحوالي 90 كم من روفانيمي. يبلغ عدد سكانها 67 نسمة.